# Ширин Ебади
Ширин Ебади (перс. شيرين عبادى; 21. јун 1947) иранска је адвокатица, бивша суткиња, активисткиња за људска права и оснивачица „Центра за одбрану људских права” у Ирану. 10. октобра 2003. Ебадијева је освојила Нобелову награду за мир „за свој труд у борби за демократију и људска права, посебно за труд који је уложила у борбу за права жена и деце”, чиме је постала прва добитница овог признања из Ирана.
Према тврдњама Ебадијеве и норвешког министарства, иранске власти су 2009. конфисковале њену награду, мада је иранска влада касније ово демантовала. Уколико су ове тврдње тачне, Ебадијева би била прва особа у историји Нобелове награде чије је признање присилно одузето од стране државних органа.
Ебадијева је живела у Техерану све до јуна 2009. када је избегла у Уједињено Краљевство због све већег прогона иранских грађана који су били критични према актуелном политичком режиму. Године 2004. њено име нашло се на Форбсвој листи „100 најмоћнијих жена света”, а 2009. и у књизи „100 најутицајнијих жена свих времена”.